# Vergine giurata (roman)
Vergine giurata (litt. Vierge jurée, aussi Vierge sous serment ou Vierge assermentée) est un roman écrit par l'écrivaine albanaise Elvira Dones à partir duquel Laura Bispuri réalise le film Vierge sous serment (Vergine giurata), sorti en 2015.
Le thème que l'auteure traite dans le roman est resté latent pendant de nombreuses années car, bien qu'Albanaise, Elvira Dones n'avait jamais approfondi les aspects humains et culturels qui l'ont ensuite amenée à rendre réel le personnage de Hana, la protagoniste.

« C'était quelque chose qui me fascinait depuis très longtemps. Quand j'étais encore adolescente, des voisins m'ont montré un album de photos de famille. Et sur ces photos, j'ai remarqué un homme extrêmement beau et étrange. Je m'écriai : quel bel homme, c'est ton oncle ? Mes voisins ont souri et ont répondu : oui, c'est notre oncle, mais c'est aussi notre tante. Alors j'ai découvert ces femmes qui deviennent des hommes. ».

— Elvira Dones
À la lecture du roman, il est clair que l'auteure veut transmettre la réalité quotidienne et intime de la burrneshë (vierge sous serment), un aspect qui vise à déterminer à quel point la réalité des vierges assermentées est faite de privation et de solitude.

## Historique de publication
Publié en 2007 en Italie, le roman sort la même année dans les librairies albanaises sous le titre Hana. En 2014, le roman est traduit en anglais sous le titre Sworn virgin.

## Trame
Vergine giurata est l'histoire d'une tradition féminine albanaise fortement géolocalisée dans les montagnes du nord du pays des aigles. En 1986, Hana, après avoir passé de nombreuses années dans la kulla (maison-tour) de ses oncles qui ont emmené la fille orpheline avec eux, déménage à Tirana, la capitale, à des fins d'études mais est rappelée par ses proches en raison de la maladie de son oncle. À partir de ce moment, Hana se partage entre Tirana, son habitation près de l'université où elle étudie les Lettres et la maison à la montagne : partagée entre son amour pour l'étude, pour la poésie et la fiction et une dévotion sincère envers le chef de famille et de la femme qui l'aime comme si elle était le sang de son sang. Cependant, tante Katrina sera la première à abandonner sa nièce. Elle a une crise cardiaque et est inhumée en l'absence de sa nièce ; à partir de ce moment Gjergj, l'oncle, et Hana se retrouvent seuls à devoir réfléchir à l'avenir du kulla et de la jeune fille.
L'oncle pousse d'abord la jeune fille à ne pas abandonner l'université mais, lorsqu'il sent la fin approcher, il tente d'arranger un mariage avec un homme du village voisin, ce à quoi la jeune femme s'oppose. La décision de devenir vierge assermentée a donc pour but de s'opposer à un mariage arrangé, mais il semble que le moment vraiment décisif soit celui qui suit une tentative de viol. Ce choix irréversible est révélé par les vêtements d'homme portés par la jeune fille de dix-neuf ans : en devenant un homme pour tous (socialement et non anatomiquement), Hana ne deviendra pas une épouse soumise et personne ne tentera jamais de la violer : ce 6 novembre 1986, Hana devient pour tous Mark Doda.
Sa condition de vierge sous serment durera quatorze longues années, une existence anéantie dans laquelle les sentiments n'ont pas de place. Dans ces années de solitude, Hana écrit de la poésie, rédige un journal dans lequel elle prend note de ce qui ne se voit pas dans cette armure composée de vêtements d'hommes.
Pendant ce temps mûrit la décision de migrer et de rejoindre sa cousine Lila qui vit à Washington, aux États-Unis. C'est là que commence un processus de réappropriation de sa féminité et de sa dimension sensible. Avec beaucoup d'efforts et grâce au soutien de sa cousine et de sa famille, mais surtout par sa ténacité, elle trouve la conscience de soi et de son corps mortifié, et accepte l'amour d'un homme. Le journaliste Patrik O'Connor, qui représente une figure masculine très importante dans la deuxième partie du roman y contribuera pleinement.
Selon Dones, la rébellion d'Hana contre le code irréversible des vierges assermentées a un but cathartique qui vise à libérer le corps et l'esprit de la situation conflictuelle dans laquelle elles se trouvent.

## Paramètre
Le roman se déroule dans les Alpes albanaises (les Prokletije) dans la première partie, tandis que dans la seconde, l'action se déplace aux États-Unis.

## Éditions
- Elvira Dones, Vergine giurata, Milan : Feltrinelli, 2007, 204 p.  (ISBN 9788807017360)

L'édition italienne (2007) a été suivie de deux éditions, la première en 2009 et la seconde en 2016.

## Récompenses et distinctions
En 2008, le roman a remporté le prix Fondazione Carical Grinzane Cavour pour la culture euro-méditerranéenne.